# Regeringen Mark Rutte IV
Regeringen Mark Rutte IV var Nederländernas regering från 10 januari 2022 till 2 juli 2024. Regeringen var en fortsättning av regeringen Rutte III och bildades av liberalkonservativa Folkpartiet för frihet och demokrati (VVD), socialliberala Demokraterna 66 (D66) och kristdemokratiska Kristdemokratisk appell (CDA) och Kristna unionen (CU) efter valet 2021. Regeringen föll den 7 juli 2023 efter att ha misslyckats med att nå en överenskommelse om separat behandling av flyktingar flyende från krig. Det fortsatte att fungera som en demissionärt regering tills Regeringen Schoof kabinett svors in den 2 juli 2024.